# Literatura LGBT de Nicaragua
La literatura LGBT de Nicaragua comprende las obras literarias escritas por autores nicaragüenses que involucren tramas, temáticas o personajes que formen parte o estén relacionadas con la diversidad sexual. Al igual que en la mayor parte de América Central, la literatura de temática LGBT en el país ha contado con una producción escasa en comparación con otros países del continente. No obstante, referencias a la homosexualidad han estado presentes desde obras de la época colonial, como es el caso del drama satírico El Güegüense.
Durante el siglo XX, la mayor parte de obras nicaragüenses con personajes LGBT siguió como tendencia el dispensar finales trágicos para los mismos, varias veces a través del suicidio. Esto puede observarse en obras de escritores como Enrique Fernández Morales, Lizandro Chávez Alfaro y Sergio Ramírez; aunque autores como Gioconda Belli marcaron excepciones. La década de 1990 fue notoria por la aparición de Héctor Avellán, Frances Daly Montenegro y Rafael Vargarruiz, los primeros autores en abordar la homosexualidad de forma directa desde la poesía. También fueron publicadas las primeras obras de no ficción en analizar desde la academia la diversidad sexual en el país.
En los primeros años del siglo XXI, temáticas LGBT fueron tratadas por autores como Erick Blandón y María del Carmen Pérez Cuadra. También apareció la primera novela nicaragüense en abordar abiertamente la diversidad sexual como temática central: Debajo de la cama (2013), de Carlos Luna Garay.

## Antecedentes

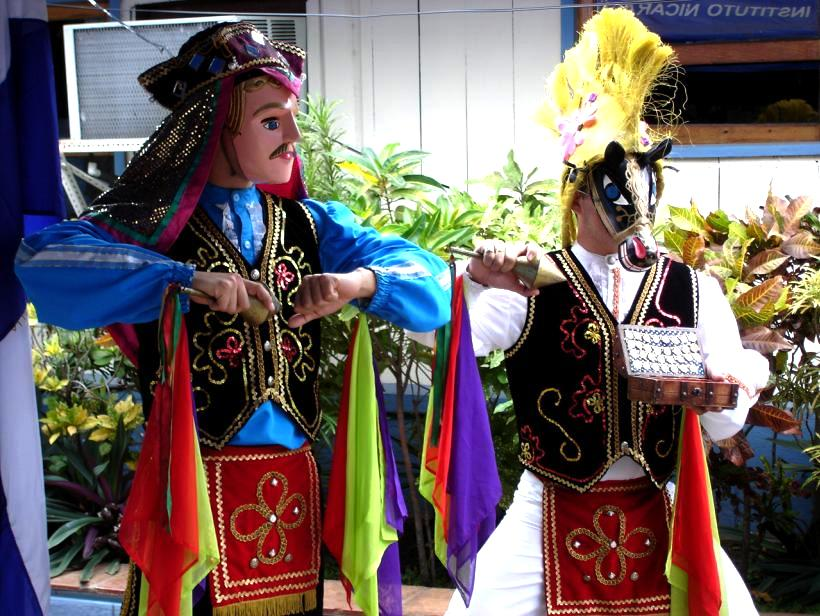
Representación de El Güegüense.

El Güegüense, obra anónima considerada precursora del teatro nacional y declarada patrimonio cultural por la Unesco, presenta a dos personajes pícaros, el Güegüense y su hijo Don Forsico, que aluden a experiencias sexuales que han tenido tanto con mujeres como con hombres. Aunque la picardía de los personajes ha sido explorada con amplitud por la crítica, su carácter bisexual fue tradicionalmente ignorado por no acoplarse a la visión conservadora sobre la identidad nacional existente en el país a lo largo de su historia. Debido a sus referencias homoeróticas y al énfasis dada a ellas en una puesta en escena en 1978 en el Teatro Nacional Rubén Darío, las autoridades de la Junta de Gobierno de Reconstrucción Nacional suspendieron las funciones de la pieza al año siguiente y afirmaron que el gobierno no podía «promover la homosexualidad».
Aunque no han surgido pruebas definitivas al respecto, una conocida figura de las letras nicaragüenses de quien corrían rumores sobre su orientación sexual fue el poeta Rubén Darío, quien según estas conjeturas habría tenido un romance con el autor mexicano Amado Nervo. Esta teoría sobre la sexualidad de Darío fue defendida en una obra ensayística publicada en 2002 por el crítico argentino Blas Matamoro, hecho que provocó el rechazo de la Academia Nicaragüense de la Lengua y llevó a que su secretario, Jorge Eduardo Arellano, afirmara durante un panel de forma peyorativa que en Nicaragua nunca había nacido «ningún intelectual homosexual».

## SigloXX
En el siglo XX aparece la figura del poeta Enrique Fernández Morales (1918-1982), quien durante su vida escribió varias obras poéticas de corte homoerótico. De su juventud es, por ejemplo, el «Soneto para morir», considerado por el escritor Ernesto Cardenal como el mejor soneto nicaragüense y en el que Fernández habla sobre la penetración anal. La temática también está presente en una colección de poemas que Fernández escribió sobre ángeles y que, aunque algunos autores interpretaron solo desde la perspectiva religiosa, académicos como Antonio Velásquez Villatoro han señalado como claramente inspirados por los deseos homoeróticos del propio poeta, por ejemplo en los versos: «Lo acomodé en mis brazos, dentro del hueco / siempre tibio y abierto, que conserva / la medida precisa de sus miembros». Otra obra reconocida de Fernández es su monólogo poético Judas (1970), una reescritura de la historia de Jesús de Nazareth en que Judas está enamorado de él y lo traiciona a causa del despecho ante su indiferencia. La obra finaliza con el suicidio del protagonista, de este modo enmarcándose en la tendencia de obras LGBT con finales trágicos.
En 1969, Lizandro Chávez Alfaro publicó la novela Trágame tierra, que aunque no dio una mirada positiva de la diversidad sexual, presentó un reflejo de la homofobia existente en la época, además de una mirada más compleja de la orientación sexual y la identidad de género. En la novela, el personaje de Marcelo Barrantes se encuentra decepcionado del menor de sus ocho hijos, César, de quien sospecha que es homosexual. César entabla una amistad con Víctor, una travesti del pueblo conocida como Viqui a quien Marcelo empieza a despreciar por su cercanía con su hijo. Posteriormente, la novela revela los sentimientos de César por Viqui, su forma de ver la orientación sexual y su visión de ella como una mujer, en los siguientes términos:

Ante su jurado personal e invisible replica que quizá a pesar suyo era maricón. Puede ser que las distintas mujeres que Víctor le sirviera en su cama –aunque inmediatamente cambiara las sábanas con apresurados mohínes de reprobación– lo hayan poseído y no él a ellas. Y se pregunta: ¿Quién diablos sabe si lo posesivo es lo femenino, y que en ese caso yo haya sido más hombre, o menos mujer que ellas? ¿Por qué soportaba y quería, si quería sin resentimiento a aquel que no era afeminado sino mujer, una buena mujer con mucho esqueleto y poca carne, la que por pudor usaba pantalones y por vanidad prefería sandalias y se pulía las uñas?

El desenlace de la historia de César es otro ejemplo de un final trágico para un personaje LGBT, pues muere acuchillado tras intentar defender el honor de una mujer llamada Amanda. El carácter reprobatorio por su orientación sexual también se ve en la respuesta ante su asesinato por parte de sus familiares, quienes parecen sentir más alivio que tristeza, como deja ver uno de sus hermanos, quien se acerca al ataúd de César durante su velorio «por la necesidad de comprobar que nunca más aquel oprobio podría levantarse y ser su hermano».
El relato «El asedio», publicado en 1976 por Sergio Ramírez en su libro Charles Atlas también muere, de igual modo muestra el rechazo social hacia las personas LGBT. En este caso, una pareja de hombres llamados Avelino y Septimio es atormentada y acosada por sus vecinos debido a su orientación sexual, hecho que Ramírez afirmó fue inspirado en el maltrato real que sufría una pareja homosexual que vivía en su pueblo cuando él era niño.

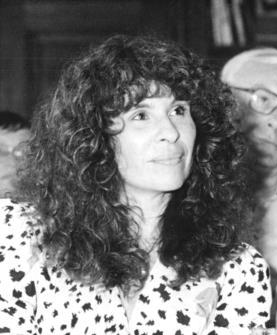
Gioconda Belli, autora de la novela Sofía de los presagios (1990).

Al contrario de los casos antes mencionados, la narradora y poeta Gioconda Belli presenta en su novela Sofía de los presagios (1990) a un personaje homosexual llamado Fausto, quien, a pesar de ser marginado por ser catalogado como «rarito», logra llevar una vida normal como el resto de personajes.
La década de 1990 es notoria por contar con los primeros poetas nicaragüenses en abordar la diversidad sexual de forma directa. El primero de ellos fue Héctor Avellán, quien en sus poemas explora el homoerotismo y el discurso alrededor de la muerte. En su libro Las ciruelas que guardé en la hielera (2002), que reúne poemas fechados de 1994 a 1996, incluye textos como «Pechopeludo versus Pechuépaloma» donde retrata de forma sugestiva a una pareja de hombres boxeadores que terminan noqueando al réferi, símbolo de las normas sociales de la época. Otro texto homoerótico es el poema «Aguas sobre las aguas», publicado en la misma recopilación, donde Avellán referencia el acto sexual entre hombres y lo describe como una experiencia gozosa y dolorosa, además de sugerir el sexo masculino de su amante en el verso: «suplicaré tu espalda en la noche».
La poesía de Frances Daly Montenegro fue mucho más explícita en sus representaciones de relaciones sexuales. Montenegro, quien publicó la mayor parte de sus poemas en la revista 400 elefantes, solía declamar sus textos en lecturas públicas de estudiantes universitarios, lo que causó polémica debido a sus temáticas. Este carácter explícito puede verse en poemas como Terrón de azúcar crudo, que narra una relación sexual entre hombres:

¡Pero si abro los ojos
enmudece este sueño.
Mejor eyacula sobre la tez
terrón de azúcar crudo
desbarátate en el glande.

Otros poetas que trataron temáticas LGBT en la época fueron Rafael Vargarruiz, quien en su libro Lobo Jack (1998) incluye referencias a lugares de cruising homosexual y al coqueteo entre hombres, así como Erick Blandón, quien en varias producciones poéticas inéditas trató la homosexualidad a través de guerreros y héroes de la mitología e historia griega. Blandón también aludió a la temática en su novela Vuelo de cuervos (1997), que narra algunas escenas de corte homoerótico entre soldados, en una de las cuales cantan y bailan la canción «In the Navy», de la agrupación Village People, mientras se rasgan los uniformes; en tanto que en otra dos soldados son reprendidos por haber sido encontrados teniendo relaciones sexuales.
Durante esta década además aparecieron las primeras obras académicas en abordar la diversidad sexual en Nicaragua. La primera fue Life is hard: machismo, danger and the intimacy of power in Nicaragua, publicada en 1994 por el estadounidense Roger Lancaster, mientras que Sencillamente diferentes llegó en 1996 de la mano de la socióloga lesbiana Mary Bolt González. Aunque la homosexualidad es uno de los enfoques explorados en la obra de Lancaster, el tema central de la misma es el machismo. El libro de Bolt González, por el contrario, está centrado enteramente en la vida de las personas LGBT nicaragüenses, a través de los testimonios de un grupo de mujeres lesbianas analizados en el contexto histórico y cultural del país.

## SigloXXI

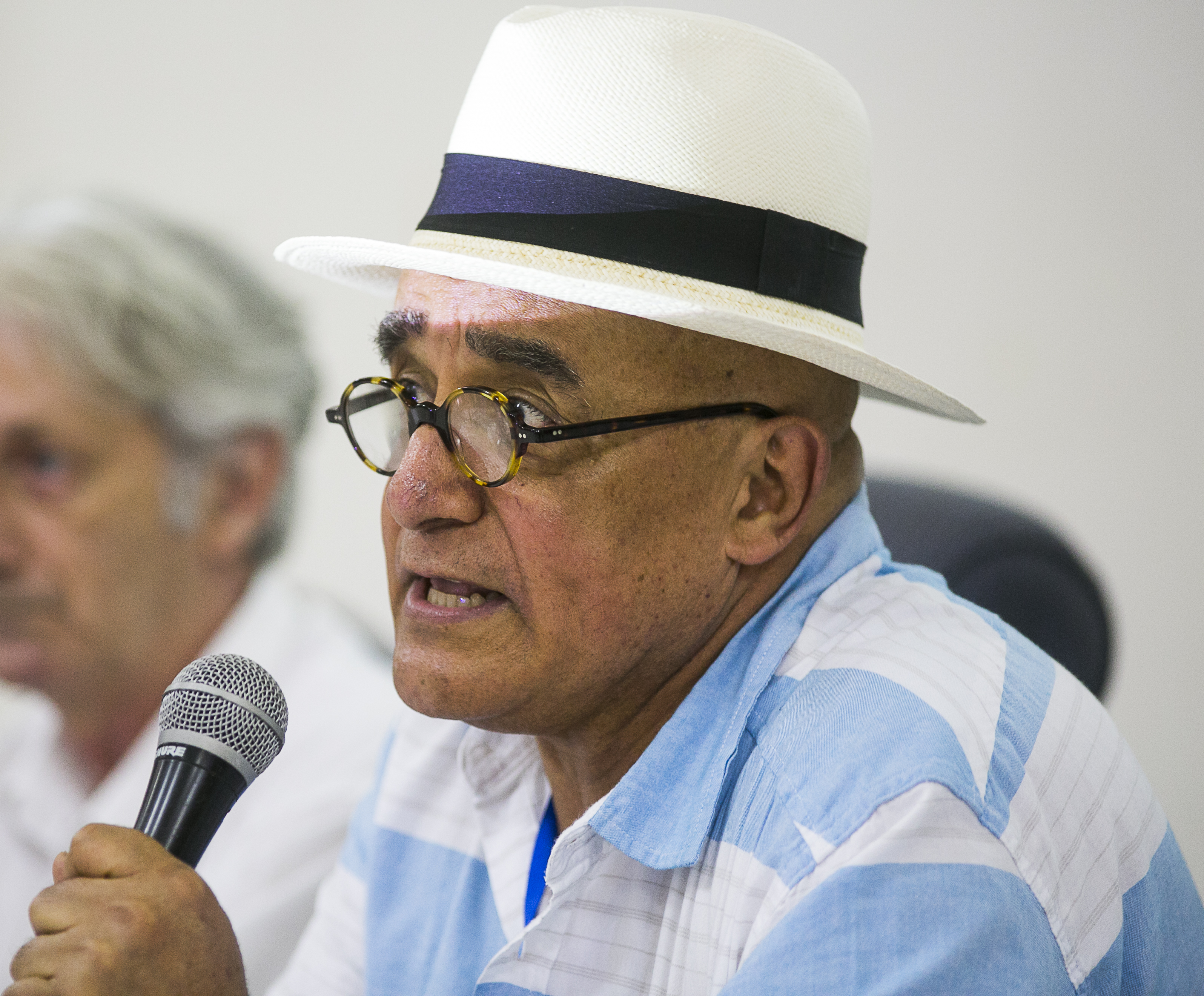
Erick Blandón, autor de la obra de no ficción Barroco descalzo (2003).

Durante los primeros años del siglo XXI continuaron apareciendo obras académicas que exploraban temáticas LGBT. Ejemplos de ello son After Revolution: mapping gender and neoliberal Nicaragua (2001), de Florence Babb, y Barroco descalzo: Colonialidad, sexualidad, género y raza en la construcción de la hegemonía cultural en Nicaragua (2003), de Erick Blandón, ambas centrándose en la resistencia histórica de las personas LGBT ante la opresión y la crítica al mestizaje cultural y al proyecto de nación promovido en las décadas anteriores.
Del lado de la ficción, la homosexualidad continuó siendo presentada en un contexto negativo o con finales trágicos en los primeros años del siglo. El relato «Heliotropos» (2004), de María del Carmen Pérez Cuadra, presenta a una mujer lesbiana llamada Adriana que le declara su amor a una amiga heterosexual que no corresponde sus sentimientos. Ante la insistencia de Adriana, quien intenta varias formas de seducción típicas de romances heterosexuales, su amiga llama a la policía y Adriana termina encarcelada por no tener dinero para pagar la multa. Por su lado, la novela negra El cielo llora por mí (2008), de Sergio Ramírez, presenta a un personaje homosexual conocido como Giggo, primo de la víctima de la obra, quien es constantemente objeto de insultos y apelativos denigrantes como «depravado» o «cochón de mierda» por parte de varios personajes. Aunque su autor no es nicaragüense, también se puede mencionar la novela gráfica Muchacho, que el autor francés Emmanuel Lepage empezó a publicar en 2003 y que sigue a un joven monje en la Nicaragua en la época de la Revolución Sandinista y entre cuyas temáticas está la homosexualidad.

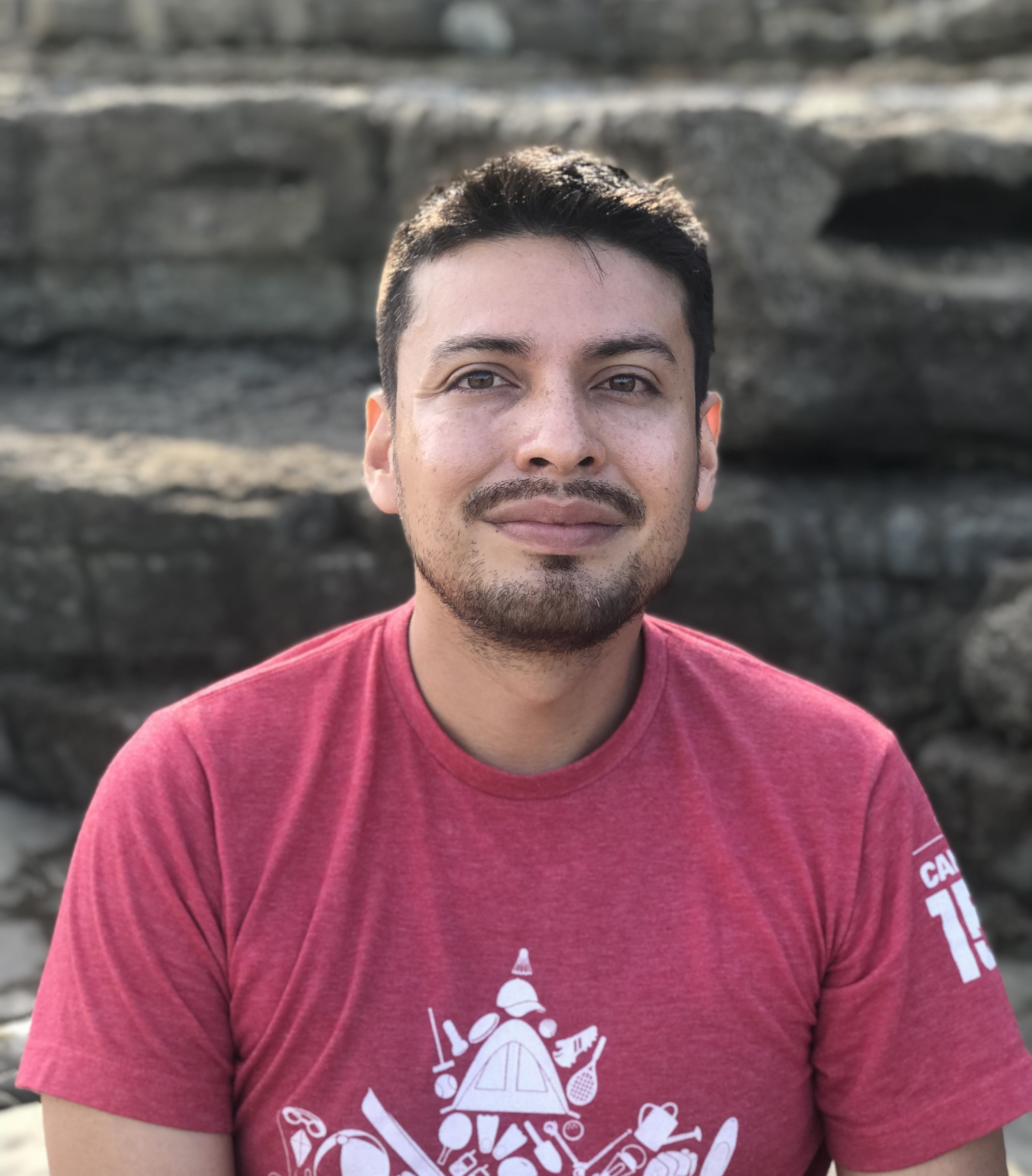
Carlos Luna Garay, autor de la novela Debajo de la cama (2013).

En 2013 se publicó la novela Debajo de la cama, de Carlos Luna Garay, ganadora del Premio del Centro Nicaragüense de Escritores y considerada la primera novela del país en abordar la diversidad sexual como tema central. La obra sigue la historia de Alec, un estudiante universitario homosexual que está escribiendo el manuscrito de una obra literaria, a través de encuentros sexuales, recuerdos de su educación secundaria e interacciones con personas homosexuales nicaragüenses que aún no han salido del armario.
En los últimos años, la rama de la literatura de no ficción ha visto publicaciones como Del miedo y el silencio al reconocimiento (2016), obra testimonial de personas LGBT editada por María Teresa Blandón, Cristina Arévalo y Helena Closa. David Rocha publicó en 2022 Cartografía de espacios en fuga, que explora los espacios históricos LGBT en el Managua de la segunda mitad del siglo xx; mientras que Karen Kampwirth publicó, en conjunto con la historiadora Victoria González Rivera, Diversidad sexual en el Pacífico y centro de Nicaragua: 500 años de historia (2021), obra que trata en detalle la historia de las personas, colectivos e hitos LGBT en el país, y LGBTQ Politics in Nicaragua: Revolution, Dictatorship, Social Movements (2022).